# Zakaz miłości

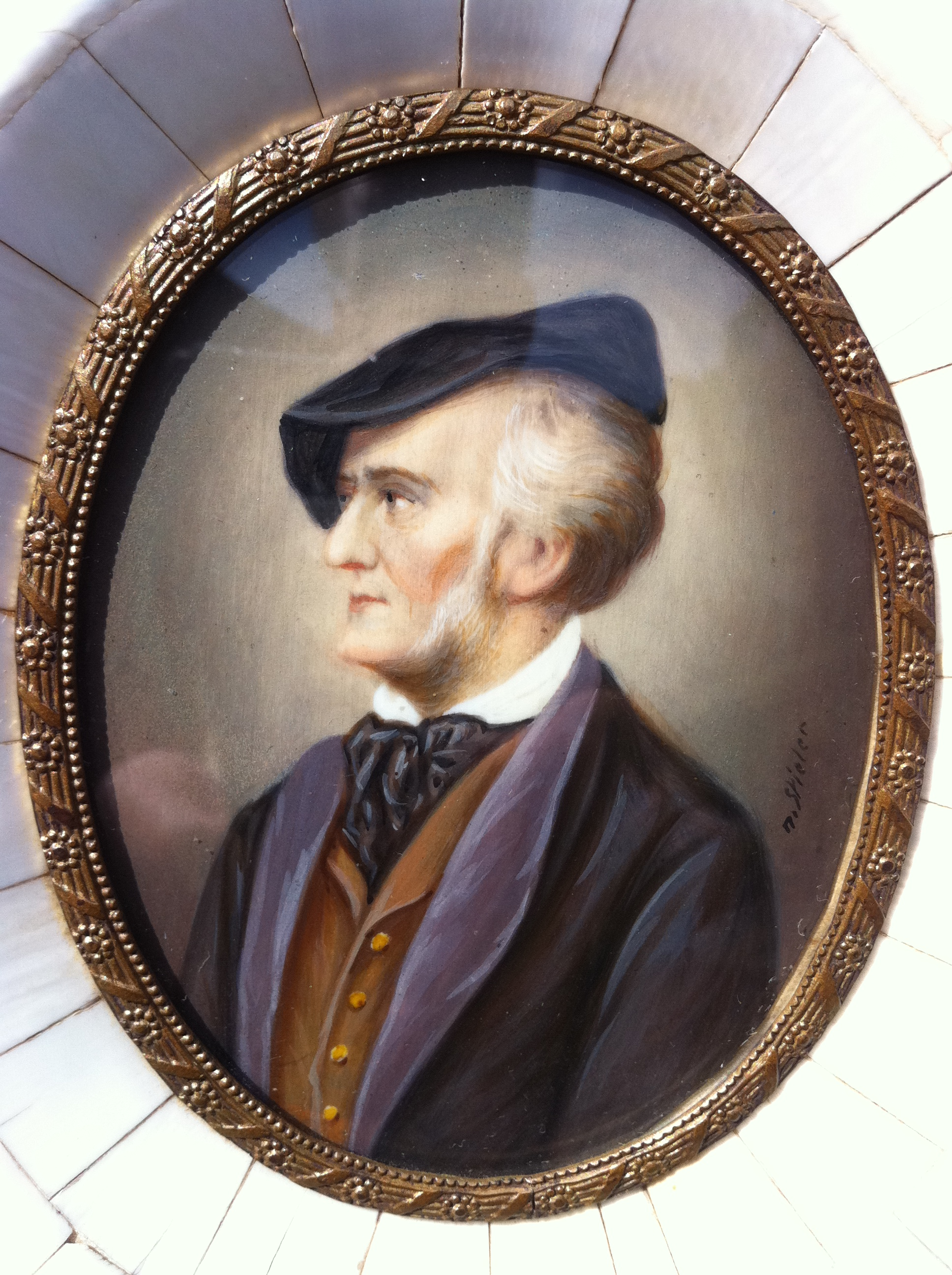
Portret Richarda Wagnera, namalowany pędzlem Josepha Karla Stielera

Das Liebesverbot oder die Novitzin von Palermo (Zakaz miłości albo nowicjuszka z Palermo – opera komiczna w dwóch aktach Richarda Wagnera inspirowana szekspirowską komedią Miarka za miarkę.
Prapremiera odbyła się 29 marca 1836 w Magdeburgu w Stadttheater.

## Bohaterowie
- Friedrich, namiestnik królewski
- Luzio i Claudio, miejscowi arystokraci
- Antonio i Angelo, ich przyjaciele
- Isabella, siostra Claudio- obecnie w nowicjacie
- Marianna, nowicjuszka
- Brighella, szef policji
- Danieli, szynkarz w winiarni
- Dorella, niegdyś pokojówka Isabelli i Pontio Pilato-wraz z nią w służbie u Danielego
- prawnicy, policjanci, mieszkańcy Palermo, lud, maski, grupa muzykantów

Akcja toczy się w Palermo w XVI w.

## Akcja

### Akt I
Friedrich psuje miejscowym radość karnawału i rozkazuje karać za picie alkoholu i miłość pozamałżeńską. Pierwszą ofiarą staje się Claudio, który prosi o pomoc swoją siostrę (Isabella), która jest nowicjuszką w pobliskim klasztorze wraz z żoną Friedricha Marianną. Luzio prosi Isabelle o wstawiennictwo za bratem u namiestnika. W sali rozpraw szef policji przejął rolę sędziego. Pisemna prośba o zniesienie zakazu karnawału zostaje odrzucona, a Claudio zostaje skazany na śmierć. Isabella ofiarowuje namiestnikowi w zamian za życie brata swoją miłość.

### Akt II
W ogrodzie więziennym Claudio zezwala by siostra tak go uratowała poprzez postradanie swej cnoty. Isabella oburzona tym nie mówi mu że tak naprawdę na spotkanie z Friedrichem ma iść Marianna. Friedrich tymczasem dokonuje egzekucji na Claudio. W mieście tymczasem mimo zakazu trwa karnawał, a szef policji po założeniu maski sam uprawia z Dorellą miłość pozamałżeńską. Ale maskę włożył też Friedrich, jednakże jego spotkanie z Isabellą, a de facto z własną żoną zostaje zakłócone właśnie przez Isabellę, która zwołuje wszystkie maski i demaskuje szefa policji jako obłudnika i oszusta. Friedrich nie może nic uczynić, gdyż właśnie wraca król, co kończy okres sprawowania przezeń władzy.